# Zanggasse

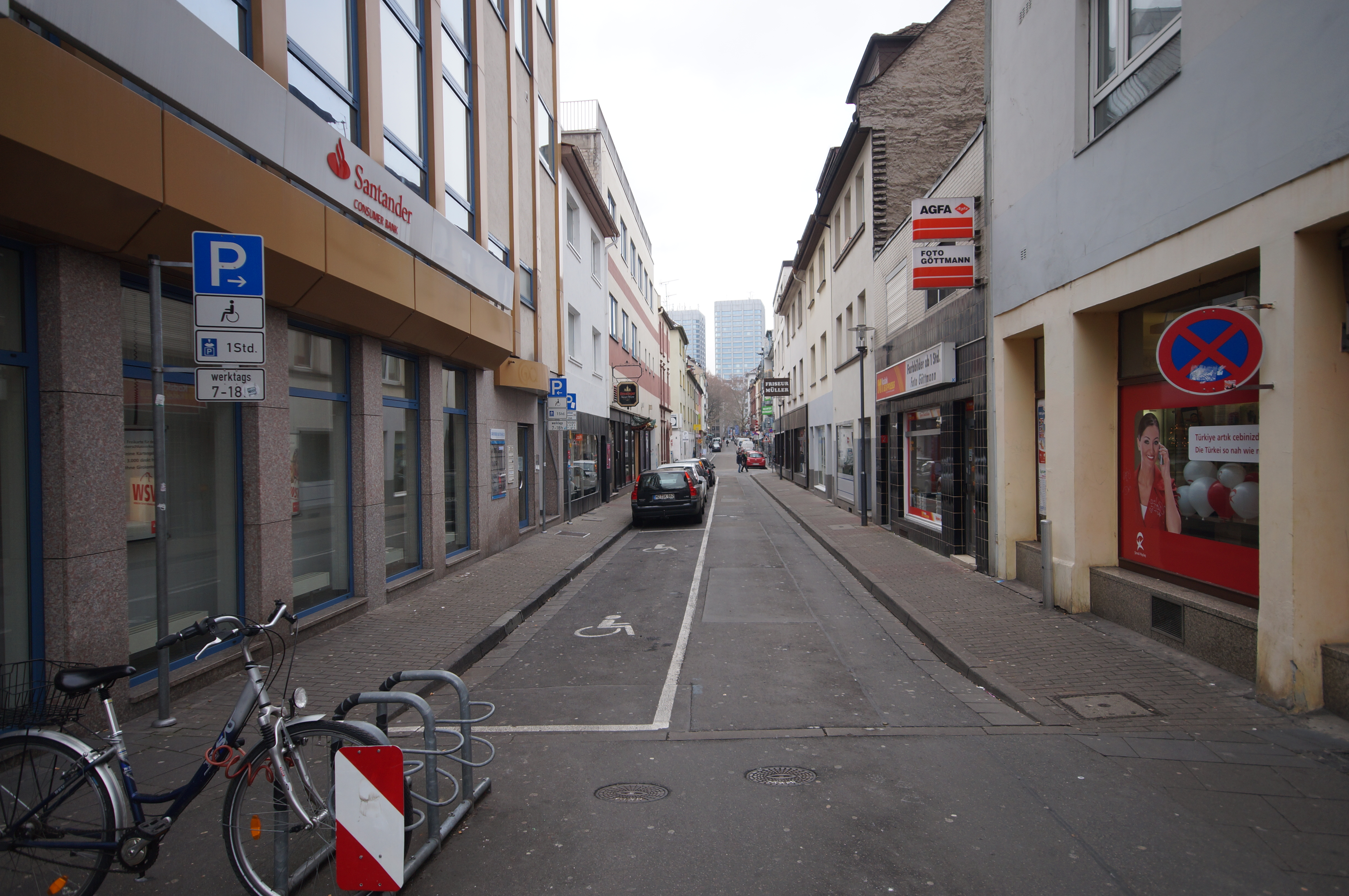
Die Zanggasse in Mainz-Altstadt. Im Hintergrund sind die Bonifazius-Türme zu sehen.

Die Zanggasse ist eine Innerortsstraße in Mainz-Altstadt. Sie ist 250 Meter lang und liegt im Bleichenviertel östlich der Kaiserstraße. Die Straße gilt heute als Denkmalzone.

## Geschichte
Der westliche Teil der Straße wurde von 1885 bis 1897 erbaut. Der erste Name der Straße war „Knobsgasse“. Der älteste Teil der Straße ist der schmalere Teil, der von der Großen Bleiche abzweigt und bis zur Mittleren Bleiche reicht. Diese Häuser wurden meist im Stil des Barock errichtet. Der westliche Teil zur Kaiserstraße ist breiter und länger als der östliche Teil. Er wurde im Rahmen der Errichtung der Mainzer Neustadt erbaut. Am Anfang richtete man in den Erdgeschossen Läden und Geschäfte ein. In den Obergeschossen wurden Wohnungen eingerichtet.
Durch den Ersten und den Zweiten Weltkrieg wurden vor allem die Gebäude im östlichen Teil der Zanggasse beschädigt. Heute sind noch die Eckhäuser Hintere Bleiche 23 und Zanggasse 9A erhalten, die ab 1897 nach Plänen von Franz Suder und ab 1888 nach Plänen des Architekten Peter Gustav Rühl gebaut wurden. Außerdem blieb das ebenfalls nach Plänen von Suder ab 1887 erbaute Gebäude Zanggasse 36 erhalten. Ohne heute noch sichtbare Kriegszerstörungen sind darüber hinaus die durch das Bauunternehmen Hornlehnert & Schreyer 1892 errichteten Bauwerke Zanggasse 24A und 26 sowie die Häuser Zanggasse 28, 30 und 32/24, die nach C. Schumacher ab 1885 gebaut wurden. In das Haus Zanggasse 32 baute man in das Erdgeschoss 1894 ein Geschäft, in sein Nachbarbauwerk Zanggasse 34 wurde 1929 im Erdgeschoss ein Laden integriert.
Die Zanggasse galt früher als Anlaufpunkt für Drogenhandel. Heute liegt sie in einem Szeneviertel.

## Architektur

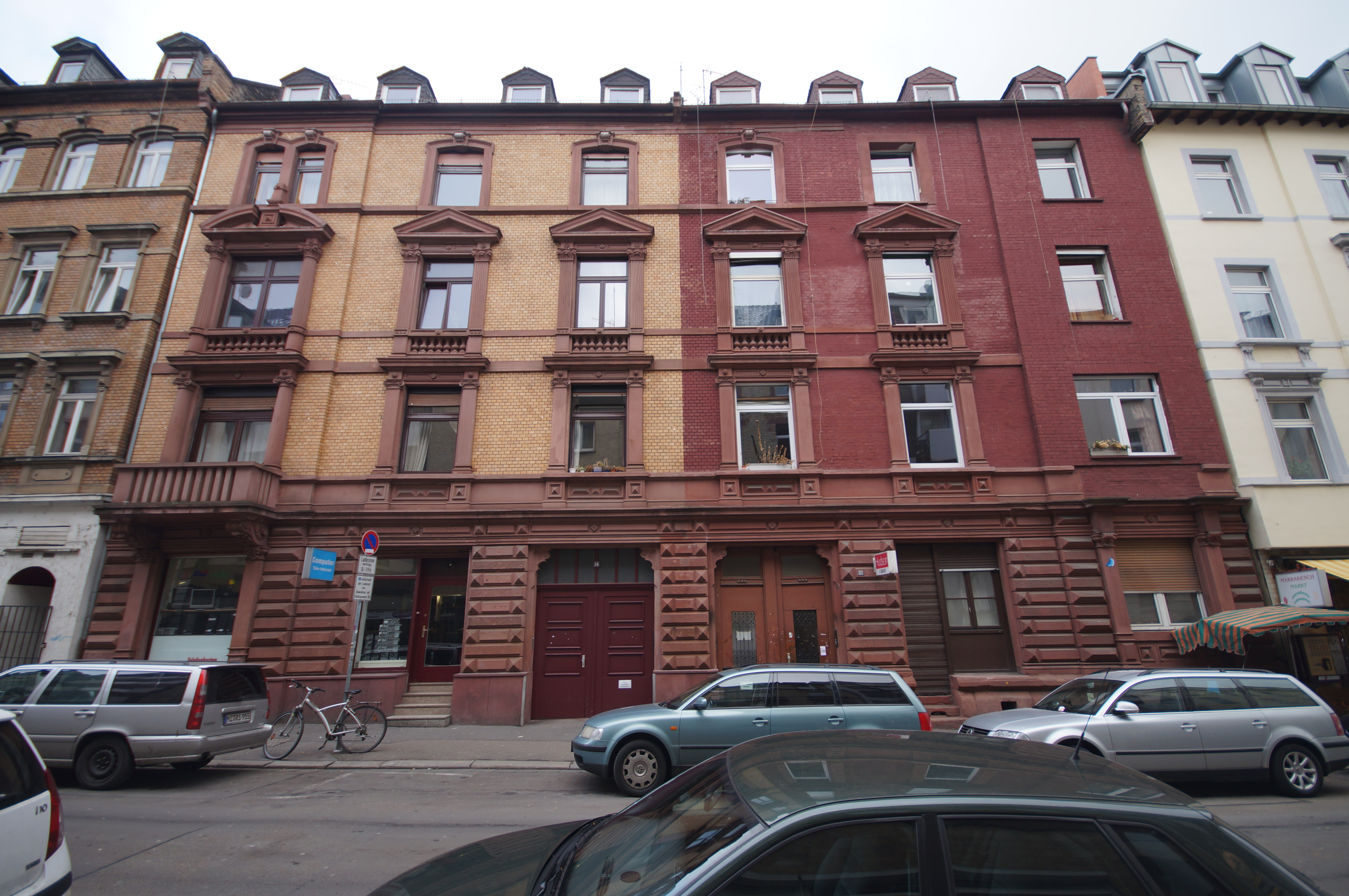
Die Fassaden der Häuser Zanggasse 34 und 32

Die Zanggasse verbindet die Kaiserstraße mit der Großen Bleiche. Der östliche Teil der Straße ist schmaler, da er den ältesten Teil der Zanggasse darstellt. Heute sind noch viele Häuser, die im 19. Jahrhundert gebaut wurden, in nahezu originalem Zustand erhalten. Während architektonisch die Fassaden weniger auffällig sind, ist die Enge und der gleiche Häuseraufbau ein besonderes Merkmal der Straße. Alle Bauwerke sind traufständig und haben drei Geschosse. Im neueren Teil haben die Häuser auch noch ein viertes Dachgeschoss. Die Fassaden sind mit Elementen aus der Neorenaissance verziert. Alle Bauwerke besitzen außer Balkone keine Anbauten wie beispielsweise Erker und Söller zur Straße. Das unterscheidet die Gebäude in der Zanggasse von den Bauwerken in der Mainzer Neustadt. Diese Bauweise ist darauf zurückzuführen, dass die Straße sehr eng ist.
Viele Häuser besitzen wie die Gebäude in der Mainzer Neustadt verzierte Giebel, bekrönte Fenster und Pilaster, die meistens über mehrere Stockwerke reichen. Die Bauwerke Zanggasse 24A und 26 haben leicht verzierte Fensterrahmen. Inmitten der gleichen Häuserabfolge in der Zanggasse bildet das Eckhaus Hintere Bleiche 23 eine Ausnahme: Es hebt sich durch die anderen Fenstergruppierungen, die Fassaden und Streifen von Bossenwerk von den anderen Gebäuden ab. Zudem sind heute Voluten als Verzierungen über den Fenstern im ersten und zweiten Obergeschoss zu sehen. Durch die Enge und Kürze der Straße sowie die Anspruchslosigkeit der Wohnungen stellt die Zanggasse einen auffälligen Kontrast zur großen und repräsentativen Kaiserstraße dar. Während in der Kaiserstraße im 19. Jahrhundert vor allem Großbürger wohnten, wurde die Zanggasse für Handwerker und weniger bedeutende Kaufleute und Geschäftsleute errichtet.